# Junkers K 43
Junkers K 43 − samolot wojskowy produkowany przez firmę Junkers w szwedzkich zakładach AB Flygindustri. Stanowił przeróbkę modelu Junkers W 34 do celów militarnych.